# ハインリヒ・クーデンホーフ＝カレルギー

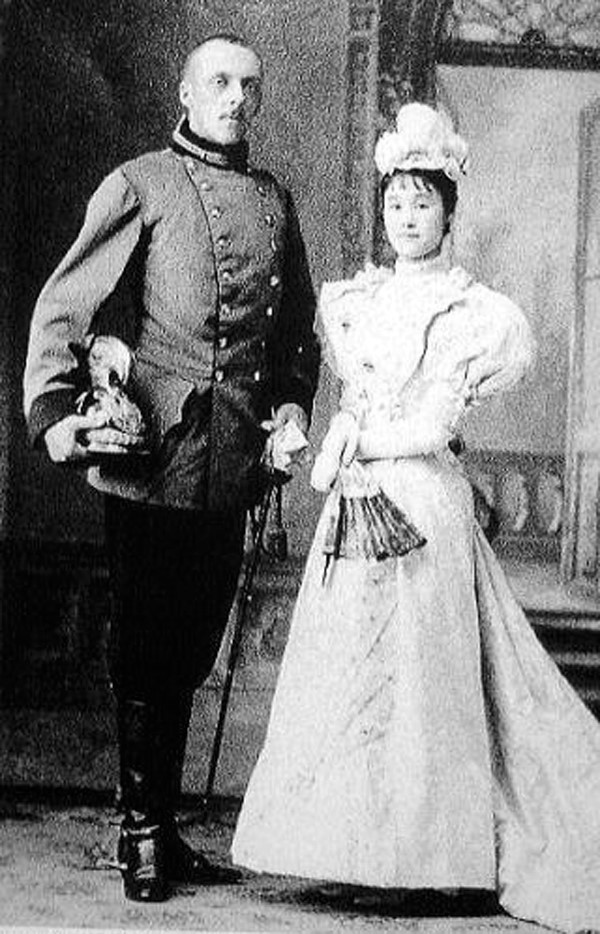
ハインリヒ・クーデンホーフ＝カレルギーと妻の青山光子

ハインリヒ・ヨハン・マリア・クーデンホーフ＝カレルギー伯爵（Heinrich Johann Maria Graf von Coudenhove、1859年10月12日 - 1906年5月14日）は、オーストリア＝ハンガリー帝国の外交官、伯爵。

## 略歴
オーストリア貴族のフランツ・カール・クーデンホーフと、ポーランド貴族のマリー・カレルギーの間にクーデンホーフ家の長男として生まれる。
クーデンホーフはギリシャ大使などを経て、1892年2月29日に代理公使として明治時代の日本の東京に着任。乗っていた馬が凍った道で転んで落馬し、当時18歳の日本人女性青山みつ（後のクーデンホーフ＝カレルギー光子）に助けられたことがきっかけで同年3月16日に彼女と結婚し、東京で1893年9月16日長男ヨハン（光太郎）、1894年に次男リヒャルト（栄次郎）の2子を儲ける。リヒャルトは長ずるに及んで欧州統合を提唱し、欧州連合の理念の先駆者となった。
1896年にオーストリア＝ハンガリー帝国帰国後は、父の死により外交官のキャリアを諦め、クーデンホーフ家の家督を相続する。伝統や格式を重んじる家族から白眼視されるミツを庇い、「ミツコを侮辱するものとは決闘をする」というほどであった。これはかつてハインリヒ・クーデンホーフがマリーという平民の女性と恋に落ち、妊娠するに至ったが結婚に反対され、マリーが自殺してしまったという悲しい過去が影響しているといわれる。帰国後、光子（旧名みつ）との間にさらに5子を儲ける（クーデンホーフ＝カレルギー家参照）。
父母の死後1903年より、自身のクーデンホーフ姓と妻の青山姓ではなく父母の姓を合わせたクーデンホーフ＝カレルギーの複合姓を用いた。末子となるカルル（光）が生まれたのは、この頃である。ハインリヒ・クーデンホーフ＝カレルギーは1906年に心臓発作で急逝した。かくようにして遺言により光子が家督を一括して相続した（一族でもめごとが起こった）。

## 日本のオペラ事始め
次男リヒャルトが誕生して間もない1894年11月24日、東京音楽学校奏楽堂で在日外国人を中心として赤十字の慈善コンサートが開かれ、そのメインプログラムとしてシャルル・グノーの歌劇『ファウスト』より第1幕が抜粋上演された。この公演でメフィストフェレスを歌ったのがハインリヒであり、ファウスト役はブラッチャリーニというイタリア大使館員であった。管弦楽は宮内省雅楽部、指揮はフランツ・エッケルトで、ハインリヒはドイツ語で、ブラッチャリーニはイタリア語でそれぞれの役を歌った。満足な装置もなく大きな見せ場もない幕ではあるものの観客は十分に満足し、折から旅順口の戦い戦勝の知らせも届いたこともあって募金活動の成果は上々に終わり、1500円近い金額が赤十字に寄付されたという。ハインリヒらが出演した『ファウスト』第1幕の公演こそが日本で初めてのオペラ公演と見做されており、11月24日は「オペラの日」に制定されている。